# Cholerzyn-Senke

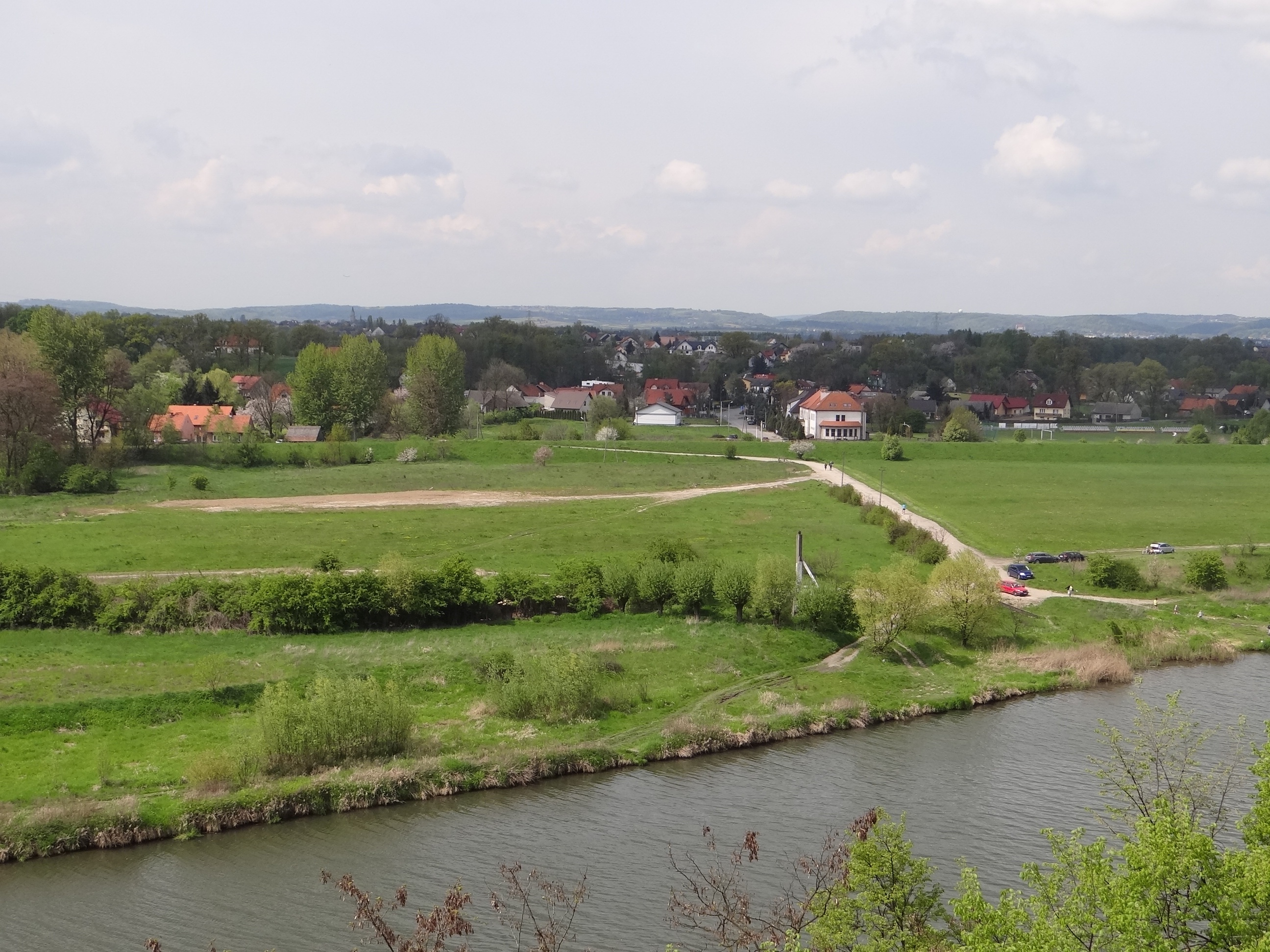
Piekary von Tyniec

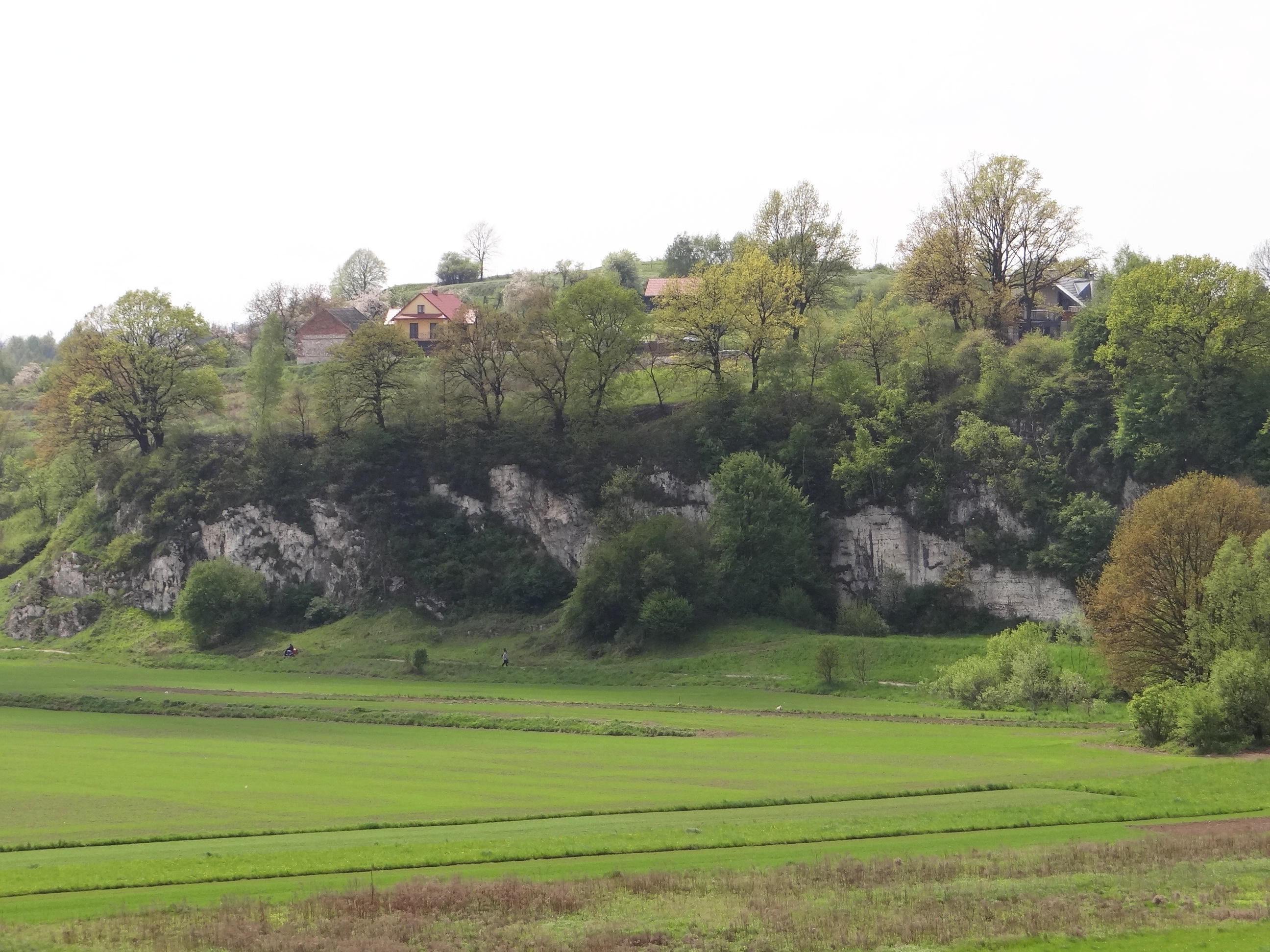
Kalkfelsen bei Pierkary

Die Cholerzyn-Senke (polnisch Obniżenie Cholerzyńskie) in Polen ist ein in West-Ost-Richtung langgezogenes Tal im westlichen Teil des Krakauer Tors im Nördlichen Karpatenvorland. 

## Geografie
Die Cholerzyn-Senke reicht im Süden bis an die Weichsel. Südlich schließt sich der Skawina-Graben und die Krakauer Landbrücke an. Im Norden liegt der Krakau-Tschenstochauer Jura und das Kielcer Hochland.
Die Cholerzyn-Senke ist dicht besiedelt und kaum bewaldet. Es treten zahlreiche Feuchtwiesen, Seen und Karsformationen auf. Die Region wird vornehmlich landwirtschaftlich genutzt.